# Роке Меса
Роке Меса (ісп. Roque Mesa, нар. 7 червня 1989, Лас-Пальмас-де-Гран-Канарія) — іспанський футболіст, півзахисник клубу «Севілья».

## Ігрова кар'єра
Народився 7 червня 1989 року в місті Лас-Пальмас-де-Гран-Канарія. Вихованець футбольної школи клубу «Леванте». У 2007 році він випустився з академії і почав виступати за дублюючий склад, взявши участь у 54 матчах чемпіонату, з яким вилетів з Сегунди Б до Терсери.
У 2009 році Році перейшов в інший клуб Терсери «Уракан» (Лас-Пальмас), але вже у січні 2010 року приєднався до дублю «Тенеріфе», де дограв сезон у Сегунді Б.
Влітку того ж року Меса став гравцем клубу «Лас-Пальмаса». На початку, для отримання ігрової практики Роке виступав за дублюючий склад. 26 жовтня 2011 року у матчі проти «Алькоркона» (2:0) він дебютував за основний склад у матчі Сегунди. Загалом у першому сезоні був основним гравцем, зігравши 22 матчі, втім влітку 2012 року новий тренер клубу Серхіо Лобера не розраховував на гравця і Меса був відданий в оренду в «Атлетіко Балеарес» з Сегунди Б, а після закінчення оренди він повернувся в «Лас-Пальмас», але аж до літа 2014 року, до звільнення тренера Лобери грав виключно за дублерів. Лише з приходом у липні 2014 року нового головного тренера Пако Еррери Меса був повернений до першої команди, якій в першому ж сезоні допоміг вийти до Ла Ліги. При цьому саме Меса забив один з голів у фіналі плей-оф за вихід у вищий дивізіон проти «Реала Сарагоси» (2:0).
22 серпня 2015 року в матчі проти «Атлетіко Мадрид» він дебютував у Ла Лізі і в подальшому залишався основним гравцем ще два сезони, зігравши 69 ігор у вищому дивізіоні.
6 липня 2017 року Меса підписав чотирирічну угоду з командою англійської Прем'єр-ліги «Свонсі Сіті». Сума трансферу склала 12,5 млн євро. У матчі проти «Манчестер Юнайтед» він дебютував в англійській Прем'єр-лізі. Але вже на початку 2018 року Меса повернувся в Іспанію на правах оренди приєднавшись до «Севільї». Влітку того ж року клуб викупив трансфер гравця за 6 млн євро. Меса підписав контракт на три роки. Станом на 12 грудня 2018 року відіграв за клуб з Севільї 20 матчів в національному чемпіонаті.

## Статистика виступів

### Статистика клубних виступів
| Сезон                     | Команда                   | Чемпіонат                 | Чемпіонат | Чемпіонат | Національний кубок | Національний кубок | Національний кубок | Континентальні кубки | Континентальні кубки | Континентальні кубки | Інші змагання | Інші змагання | Інші змагання | Усього | Усього |
| Сезон                     | Команда                   | Ліга                      | Ігор      | Голів     | Ліга               | Ігор               | Голів              | Ліга                 | Ігор                 | Голів                | Ліга          | Ігор          | Голів         | Ігор   | Голів  |
| ------------------------- | ------------------------- | ------------------------- | --------- | --------- | ------------------ | ------------------ | ------------------ | -------------------- | -------------------- | -------------------- | ------------- | ------------- | ------------- | ------ | ------ |
| 2007–08                   | «Леванте Б»               | СДБ (ІІІ)                 | 22        | 1         | -                  | -                  | -                  | -                    | -                    | -                    | -             | -             | -             | 22     | 1      |
| 2008–09                   | «Леванте Б»               | ТД (IV)                   | 32        | 3         | -                  | -                  | -                  | -                    | -                    | -                    | -             | -             | -             | 32     | 3      |
| Усього за «Леванте Б»     | Усього за «Леванте Б»     | Усього за «Леванте Б»     | 54        | 4         |                    |                    |                    |                      |                      |                      |               |               |               | 54     | 4      |
| 2009–10                   | «Уракан» (Лас-Пальмас)    | ТД (IV)                   | 14        | 1         | -                  | -                  | -                  | -                    | -                    | -                    | -             | -             | -             | 14     | 1      |
| 2009–10                   | «Тенерифе Б»              | СДБ (ІІІ)                 | 16        | 0         |                    |                    |                    |                      |                      |                      |               |               |               | 16     | 0      |
| 2010–11                   | «Лас-Пальмас Б»           | ТД (IV)                   | 33        | 6         | -                  | -                  | -                  | -                    | -                    | -                    | -             | -             | -             | 33     | 6      |
| 2013–14                   | «Лас-Пальмас Б»           | СДБ (ІІІ)                 | 35+2      | 8         | -                  | -                  | -                  | -                    | -                    | -                    | -             | -             | -             | 37     | 8      |
| Усього за «Лас-Пальмас Б» | Усього за «Лас-Пальмас Б» | Усього за «Лас-Пальмас Б» | 68+2      | 14        |                    |                    |                    |                      |                      |                      |               |               |               | 70     | 14     |
| 2011–12                   | «Лас-Пальмас»             | СД (ІІ)                   | 22        | 0         | -                  | -                  | -                  | -                    | -                    | -                    | -             | -             | -             | 22     | 0      |
| 2012–13                   | «Атлетіко Балеарес»       | СДБ (ІІІ)                 | 33        | 3         | -                  | -                  | -                  | -                    | -                    | -                    | -             | -             | -             | 33     | 3      |
| 2014–15                   | «Лас-Пальмас»             | СД (ІІ)                   | 31+4      | 3+1       | КІ                 | 4                  | 0                  | -                    | -                    | -                    | -             | -             | -             | 39     | 4      |
| 2015–16                   | «Лас-Пальмас»             | ПД                        | 34        | 1         | КІ                 | 5                  | 0                  | -                    | -                    | -                    | -             | -             | -             | 39     | 1      |
| 2016–17                   | «Лас-Пальмас»             | ПД                        | 35        | 1         | КІ                 | 1                  | 0                  | -                    | -                    | -                    | -             | -             | -             | 36     | 1      |
| Усього за «Лас-Пальмас»   | Усього за «Лас-Пальмас»   | Усього за «Лас-Пальмас»   | 122+4     | 5+1       |                    | 10                 | 0                  |                      | -                    | -                    |               | -             | -             | 136    | 6      |
| 2017–18                   | «Свонсі Сіті»             | ПЛ                        | 11        | 0         | КА+КЛ              | 2+3                | 0                  | -                    | -                    | -                    | -             | -             | -             | 16     | 0      |
| 2017–18                   | «Севілья»                 | ПД                        | 6         | 0         | КІ                 | 0                  | 0                  | ЛЧ                   | 0                    | 0                    | -             | -             | -             | 6      | 0      |
| Усього за кар'єру         | Усього за кар'єру         | Усього за кар'єру         | 324+6     | 28        |                    | 15                 | 0                  |                      | 0                    | 0                    |               | -             | -             | 345    | 28     |